# Moray Firth

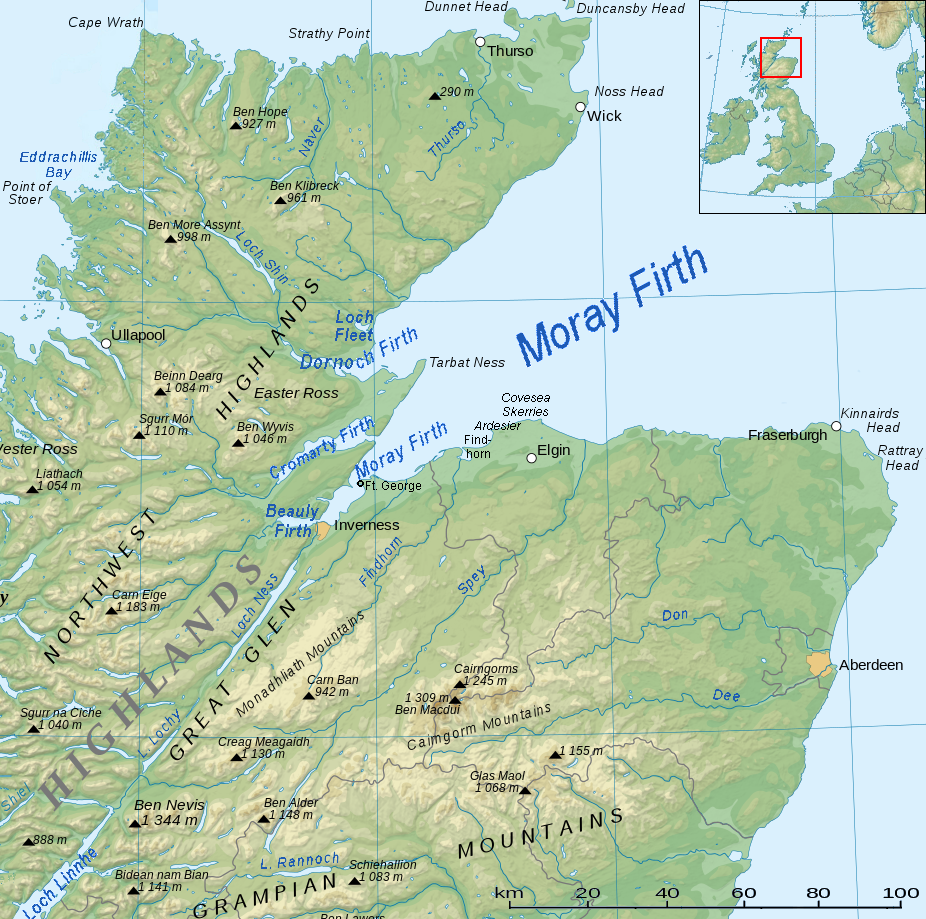
Moray Firth och sidvikar

Moray Firth är en trattformig fjord av Nordsjön på Skottlands norra kust, vid mynningen omkring 100 kilometer bred.
I Moray Firth ligger Smith Bank med ett djup av 35 meter. Moray Firth står genom Kaledoniska kanalen i förbindelse med Atlanten och var under första världskriget operationsbas för delar av brittiska flottan.